# Stenolophus limbalis
Stenolophus limbalis es una especie de escarabajo de tierra del género Stenolophus, tribu Harpalini, subfamilia Harpalinae. Fue descrita científicamente por LeConte en 1857.
La especie se mantiene activa durante todos los meses del año excepto en febrero.

## Distribución
Se distribuye por Estados Unidos y México.